# Benedikt Sturzenhecker
Benedikt Sturzenhecker (* 1958) ist ein deutscher Erziehungswissenschaftler.

## Leben
Von 1978 bis 1984 erwarb er das Diplom in Erziehungswissenschaft (Schwerpunkt Sozialarbeit / Sozialpädagogik, Studienrichtung „Außerschulische Bildung“) an der Universität Bielefeld. Nach der Promotion 1991 zum Dr. phil. an der Fakultät für Pädagogik der Universität Bielefeld ist er seit 2008 Universitätsprofessor für Erziehungswissenschaft unter besonderer Berücksichtigung der Sozialpädagogik und außerschulischen Bildung an der Fakultät für Erziehungswissenschaft der Universität Hamburg.
Seine Forschungsschwerpunkte sind Demokratiebildung in der Kinder- und Jugendhilfe (besonders in Kita und Kinder- und Jugendarbeit), Offene Kinder- und Jugendarbeit, Jugendverbandsarbeit, Methodische Konzepte von Jugendarbeit, Konzeptentwicklung, Kooperation Jugendarbeit und Schule.

## Schriften (Auswahl)
- Wie studieren Diplom-Pädagogen? Studienbiographien im Dilemma von Wissenschaft und Praxis. Weinheim 1993, ISBN 3-89271-396-0.
- mit Christoph Riemer: Das Eigene entfalten. Anregungen zur ästhetischen Bildung. Gelnhausen 1999, ISBN 3-89774-053-2.
- mit Rüdiger Hansen und Raingard Knauer: Partizipation in Kindertageseinrichtungen. So gelingt Demokratiebildung mit Kindern!. Weimar 2011, ISBN 978-3-86892-046-8.
- mit Thomas Glaw und Moritz Schwerthelm: Kooperativ in der Kommune: demokratisches Engagement von Kindern und Jugendlichen fördern (KoKoDe). Gütersloh 2020, ISBN 3-86793-904-7.